# Giải vô địch bóng đá U-19 ASEAN 2024
Giải vô địch bóng đá U-19 ASEAN 2024 (tiếng Anh: 2024 ASEAN U-19 Boys' Championship) là mùa giải thứ 19 của giải vô địch bóng đá U-19 Đông Nam Á, giải đấu bóng đá thường niên dành cho lứa tuổi dưới 19 do Liên đoàn bóng đá ASEAN (AFF) tổ chức, và là mùa giải đầu tiên dưới tên gọi mới Giải vô địch bóng đá U-19 ASEAN. Giải đấu được tổ chức tại Indonesia ban đầu vào tháng 6 năm 2024, sau đó chuyển sang tháng 7 theo yêu cầu của nước chủ nhà. Các cầu thủ sinh từ ngày 1 tháng 1 năm 2005 trở về sau có thể tham dự giải đấu này.

## Các đội tham dự
Giải đấu này không có vòng loại, tất cả các đội tuyển tham dự đều được lọt vào vòng chung kết. 12 đội tuyển sau đây thuộc các hiệp hội thành viên của Liên đoàn bóng đá ASEAN đã tham dự giải đấu. Úc, nhà vô địch năm 2019, đã trở lại giải đấu lần này sau khi vắng mặt tại giải đấu năm 2022.
| Đội tuyển   | Hiệp hội         | Tham dự | Thành tích tốt nhất lần trước                                                |
| ----------- | ---------------- | ------- | ---------------------------------------------------------------------------- |
| Úc          | LĐBĐ Úc          | 9 lần   | Vô địch (2006, 2008, 2010, 2018, 2019)                                       |
| Brunei      | HHBĐ Brunei      | 11 lần  | Vòng bảng (2002, 2005, 2007, 2011, 2013, 2015, 2017, 2018, 2019, 2022)       |
| Campuchia   | LĐBĐ Campuchia   | 13 lần  | Vòng bảng (2002, 2007, 2009, 2011, 2013, 2015, 2016, 2017, 2018, 2019, 2022) |
| Indonesia   | HHBĐ Indonesia   | 12 lần  | Vô địch (2013)                                                               |
| Lào         | LĐBĐ Lào         | 13 lần  | Hạng ba (2002, 2005, 2015)                                                   |
| Malaysia    | HHBĐ Malaysia    | 15 lần  | Vô địch (2018, 2022)                                                         |
| Myanmar     | LĐBĐ Myanmar     | 15 lần  | Vô địch (2003, 2005)                                                         |
| Philippines | LĐBĐ Philippines | 11 lần  | Vòng bảng (2002, 2003, 2011, 2015, 2016, 2017, 2018, 2019, 2022)             |
| Singapore   | HHBĐ Singapore   | 14 lần  | Hạng ba (2003)                                                               |
| Thái Lan    | HHBĐ Thái Lan    | 18 lần  | Vô địch (2002, 2009, 2011, 2015, 2017)                                       |
| Đông Timor  | LĐBĐ Đông Timor  | 10 lần  | Hạng ba (2013)                                                               |
| Việt Nam    | LĐBĐ Việt Nam    | 18 lần  | Vô địch (2007)                                                               |

## Bốc thăm
Lễ bốc thăm cho giải đấu được tổ chức vào lúc 16:00 (GMT+07:00) ngày 30 tháng 5 năm 2024 tại SCTV Tower ở Jakarta, Indonesia. Vị trí hạt giống của mỗi đội tuyển được xác định dựa trên kết quả của giải đấu lần trước.
| Nhóm 1                         | Nhóm 2                           | Nhóm 3                          | Nhóm 4                    |
| ------------------------------ | -------------------------------- | ------------------------------- | ------------------------- |
| Indonesia (H) · Malaysia · Lào | Việt Nam · Thái Lan · Đông Timor | Myanmar · Campuchia · Singapore | Philippines · Brunei · Úc |

- (H): Chủ nhà

## Địa điểm
Vào tháng 5 năm 2024, Liên đoàn bóng đá ASEAN chính thức công bố 2 địa điểm tổ chức giải đấu được đặt tại Surabaya, Đông Java.
| Surabaya                      | Surabaya                        |
| ----------------------------- | ------------------------------- |
| Sân vận động Gelora Bung Tomo | Sân vận động Gelora 10 tháng 11 |
| Sức chứa: 46.806              | Sức chứa: 20.000                |
|                               |                                 |
| Surabaya                      |                                 |

## Vòng bảng

### Bảng A
| VT | Đội           | ST | T | H | B | BT | BB | HS  | Đ | Giành quyền tham dự     |
| -- | ------------- | -- | - | - | - | -- | -- | --- | - | ----------------------- |
| 1  | Indonesia (H) | 3  | 3 | 0 | 0 | 14 | 2  | +12 | 9 | Vòng đấu loại trực tiếp |
| 2  | Campuchia     | 3  | 1 | 0 | 2 | 3  | 5  | −2  | 3 |                         |
| 3  | Đông Timor    | 3  | 1 | 0 | 2 | 5  | 10 | −5  | 3 |                         |
| 4  | Philippines   | 3  | 1 | 0 | 2 | 2  | 7  | −5  | 3 |                         |

| Đông Timor                                 | 3–2      | Campuchia                  |
| ------------------------------------------ | -------- | -------------------------- |
| - Canavaro 33' - Bahkito 36' - Ribeiro 38' | Chi tiết | - Borith 54' - Kimsong 60' |

| Indonesia                                                      | 6–0      | Philippines |
| -------------------------------------------------------------- | -------- | ----------- |
| - Arlyansyah 12', 50' - Iqbal 21', 43' - Kadek 29' - Raven 87' | Chi tiết |             |

| Philippines       | 2–0      | Đông Timor |
| ----------------- | -------- | ---------- |
| - Bisong 11', 60' | Chi tiết |            |

| Campuchia | 0–2      | Indonesia               |
| --------- | -------- | ----------------------- |
|           | Chi tiết | - Kadek 71' - Iqbal 86' |

| Indonesia                                                                       | 6–2      | Đông Timor                 |
| ------------------------------------------------------------------------------- | -------- | -------------------------- |
| - Raven 18', 26' - Quintao 45+1' (l.n.) - Kadek 51' - Arkhan 53' - Kafiatur 57' | Chi tiết | - Bianco 23' - Bahkito 86' |

| Campuchia       | 1–0      | Philippines |
| --------------- | -------- | ----------- |
| - Sovannara 11' | Chi tiết |             |

### Bảng B
| VT | Đội      | ST | T | H | B | BT | BB | HS  | Đ | Giành quyền tham dự     |
| -- | -------- | -- | - | - | - | -- | -- | --- | - | ----------------------- |
| 1  | Úc       | 3  | 3 | 0 | 0 | 13 | 2  | +11 | 9 | Vòng đấu loại trực tiếp |
| 2  | Việt Nam | 3  | 1 | 1 | 1 | 7  | 8  | −1  | 4 |                         |
| 3  | Myanmar  | 3  | 0 | 2 | 1 | 2  | 3  | −1  | 2 |                         |
| 4  | Lào      | 3  | 0 | 1 | 2 | 2  | 11 | −9  | 1 |                         |

| Lào | 0–6      | Úc                                                             |
| --- | -------- | -------------------------------------------------------------- |
|     | Chi tiết | - Sulemani 16', 25' - Younis 45+4', 73' - Najdovski 89', 90+4' |

| Việt Nam               | 1–1      | Myanmar              |
| ---------------------- | -------- | -------------------- |
| - Hoàng Quang Dũng 69' | Chi tiết | - Phyo Pyae Sone 60' |

| Úc                                                                    | 6–2      | Việt Nam                                             |
| --------------------------------------------------------------------- | -------- | ---------------------------------------------------- |
| - Najdovski 19', 40', 66' - Sulemani 49' - Helweh 74' - Vickery 90+7' | Chi tiết | - Hoàng Quang Dũng 57' - Nguyễn Bảo Long 86' (ph.đ.) |

| Myanmar                | 1–1      | Lào               |
| ---------------------- | -------- | ----------------- |
| - Shine Wanna Aung 17' | Chi tiết | - Phanthavong 82' |

| Lào               | 1–4      | Việt Nam                                                                                  |
| ----------------- | -------- | ----------------------------------------------------------------------------------------- |
| - Phanthavong 27' | Chi tiết | - Nguyễn Hoàng Anh 3' - Hoàng Quang Dũng 22' - Nguyễn Công Phương 77' - Phùng Văn Nam 83' |

| Myanmar | 0–1      | Úc           |
| ------- | -------- | ------------ |
|         | Chi tiết | - Memeti 34' |

### Bảng C
| VT | Đội       | ST | T | H | B | BT | BB | HS  | Đ | Giành quyền tham dự     |
| -- | --------- | -- | - | - | - | -- | -- | --- | - | ----------------------- |
| 1  | Malaysia  | 3  | 2 | 1 | 0 | 17 | 1  | +16 | 7 | Vòng đấu loại trực tiếp |
| 2  | Thái Lan  | 3  | 2 | 1 | 0 | 9  | 2  | +7  | 7 | Vòng đấu loại trực tiếp |
| 3  | Singapore | 3  | 1 | 0 | 2 | 3  | 7  | −4  | 3 |                         |
| 4  | Brunei    | 3  | 0 | 0 | 3 | 0  | 19 | −19 | 0 |                         |

| Malaysia | 11–0     | Brunei |
| --- | -------- | ------ |
| - G. Pavithran 2', 43' - Abid 14', 16', 81' - Danish 25' - Haykal 42' - Izzat 53' (ph.đ.) - Amir 67' - Zamirul 75' - Shafizan 83' | Chi tiết |        |

| Thái Lan                        | 2–1      | Singapore  |
| ------------------------------- | -------- | ---------- |
| - Phongsakorn 80' - Pikanet 86' | Chi tiết | - Garv 26' |

| Brunei | 0–6      | Thái Lan                                                                             |
| ------ | -------- | ------------------------------------------------------------------------------------ |
|        | Chi tiết | - Pakawat 8' - Paripan 27' - Ryan 45' - Pikanet 45+4' - Pitipong 79' - Rattapoom 90' |

| Singapore | 0–5      | Malaysia                                                             |
| --------- | -------- | -------------------------------------------------------------------- |
|           | Chi tiết | - Ridzwan 7' - Naim 12' - G. Pavithran 45+2' - Faris 73' - Izzat 82' |

| Malaysia                | 1–1      | Thái Lan  |
| ----------------------- | -------- | --------- |
| - Pavithran 48' (ph.đ.) | Chi tiết | - Ryan 4' |

| Singapore                | 2–0      | Brunei |
| ------------------------ | -------- | ------ |
| - Sahoo 19', 40' (ph.đ.) | Chi tiết |        |

### Xếp hạng các đội nhì bảng đấu
Đội nhì bảng có thành tích tốt nhất trong số ba bảng đấu sẽ tiến vào vòng loại trực tiếp.

| VT | Bg | Đội       | ST | T | H | B | BT | BB | HS | Đ | Giành quyền tham dự     |
| -- | -- | --------- | -- | - | - | - | -- | -- | -- | - | ----------------------- |
| 1  | C  | Thái Lan  | 3  | 2 | 1 | 0 | 9  | 2  | +7 | 7 | Vòng đấu loại trực tiếp |
| 2  | B  | Việt Nam  | 3  | 1 | 1 | 1 | 7  | 8  | −1 | 4 |                         |
| 3  | A  | Campuchia | 3  | 1 | 0 | 2 | 3  | 5  | −2 | 3 |                         |

## Vòng đấu loại trực tiếp
Trong vòng đấu loại trực tiếp, loạt sút luân lưu được sử dụng để quyết định đội thắng nếu cần thiết.

### Sơ đồ
|  | Semi-finals           | Semi-finals |                       |   | Chung kết | Chung kết |
|  |                       |             |                       |   |           |           |
|  | 26 tháng 7 - Surabaya |             |                       |   |           |           |
|  |                       |             |                       |   |           |           |
|  | Úc                    | 0           |                       |   |           |           |
|  | Úc                    | 0           | 29 tháng 7 - Surabaya |   |           |           |
|  | Thái Lan              | 1           |                       |   |           |           |
|  | Thái Lan              | 1           | Thái Lan              | 0 |           |           |
|  | 26 tháng 7 - Surabaya |             | Thái Lan              | 0 |           |           |
|  |                       | Indonesia   | 1                     |   |           |           |
|  | Indonesia             | Indonesia   | 1                     | 1 |           |           |
|  | Indonesia             |             |                       | 1 |           |           |
|  | Malaysia              | 0           |                       |   |           |           |
|  | Malaysia              | 0           | Tranh hạng ba         |   |           |           |
|  |                       |             |                       |   |           |           |
|  | 29 tháng 7- Surabaya  |             |                       |   |           |           |
|  |                       |             |                       |   |           |           |
|  | Úc                    | 1(5)        |                       |   |           |           |
|  | Úc                    | 1(5)        |                       |   |           |           |
|  | Malaysia              | 1(3)        |                       |   |           |           |

### Bán kết
| Úc | 0–1      | Thái Lan             |
| -- | -------- | -------------------- |
|    | Chi tiết | - Leonard 13' (l.n.) |

| Indonesia        | 1–0      | Malaysia |
| ---------------- | -------- | -------- |
| - Alfharezzi 78' | Chi tiết |          |

### Tranh hạng ba
| Úc                                                | 1–1 | Malaysia                              |
| ------------------------------------------------- | --- | ------------------------------------- |
| - Younis 28'                                      |     | - Najdovski 73' (l.n.)                |
| Loạt sút luân lưu                                 |     |                                       |
| - Memeti - Randazzo - Quintal - Bugarija - Helweh | 5–3 | - Abid - Pavithran - Zachary - Danish |

### Chung kết
| Thái Lan | 0–1      | Indonesia   |
| -------- | -------- | ----------- |
|          | Chi tiết | - Raven 17' |

## Thống kê

### Vô địch
| Vô địch Giải vô địch bóng đá U-19 ASEAN 2024 |
| -------------------------------------------- |
| · Indonesia · Lần thứ 2                      |

### Các giải thưởng
Các giải thưởng dưới đây đã được trao sau khi giải đấu kết thúc.
| Cầu thủ xuất sắc nhất | Vua phá lưới   | Thủ môn xuất sắc nhất |
| --------------------- | -------------- | --------------------- |
| Dony Tri Pamungkas    | Jake Najdovski | Ikram Algiffari       |

### Cầu thủ ghi bàn
Đã có 88 bàn thắng ghi được trong 22 trận đấu, trung bình 4 bàn thắng mỗi trận đấu.
5 bàn thắng
- Jake Najdovski

4 bàn thắng
- G. Pavithran
- Jens Raven

3 bàn thắng
- Arion Sulemani
- Marcus Younis
- Iqbal Gwijangge
- Kadek Arel
- Abid Safaraz
- Sahoo Garv
- Hoàng Quang Dũng

2 bàn thắng
- Arlyansyah Abdulmanan
- Peter Phanthavong
- Izzat Syahir
- Otu Bisong
- Pikanet Laohawiwat
- Caelan Ryan
- Alexandro Bahkito

1 bàn thắng
- Zane Helweh
- Medin Memeti
- Luke Vickery
- Chheang Kimsong
- Sorm Borith
- Eav Sovannara
- Alfharezzi Buffon
- Arkhan Kaka
- Kafiatur Rizky
- Amir Farhan
- Danish Hakimi
- Faris Danish Asrul
- Haykal Danish
- Naim Zainudin
- Ridzwan Rosli
- Shafizan Arshad
- Zamirul Hakim
- Phyo Pyae Sone
- Shine Wanna Aung
- Pakawat Taengoakson
- Paripan Wongsa
- Phongsakorn Sangkasopha
- Pitipong Wongbut
- Rattapoom Pankejohn
- Luís Figo
- Ricardo Bianco
- Vabio Canavaro
- Nguyễn Bảo Long
- Nguyễn Công Phương
- Nguyễn Hoàng Anh
- Phùng Văn Nam

1 bàn phản lưới nhà
- Dylan Leonard (trong trận đấu với Thái Lan)
- Jake Najdovski (trong trận đấu với Malaysia)
- Alexandro Quintao (trong trận đấu với Indonesia)

## Phát sóng
| Quốc gia  | Kênh phát sóng                       | Tham khảo |
| --------- | ------------------------------------ | --------- |
| Indonesia | - Indosiar - Moji - SCTV - Vidio.com | [ 6 ]     |
| Cambodia  | Hang Meas HDTV                       |           |
| Thailand  | AIS Play                             |           |